# Prostitución en la República Popular China
La prostitución en la República Popular China es un fenómeno que ha sufrido cambios importantes tanto en su dimensión como en su regulación legal. Poco tiempo después de la llegada al poder del Partido Comunista Chino en 1949, el gobierno impulsó una serie de reformas con el propósito de erradicar la prostitución, meta que debía alcanzarse a principios de la década de 1960. Tras la abolición de los controles sociales en los primeros años de la década de 1980, la prostitución en la China continental no solo se volvió más visible en las zonas urbanas, sino que se extendió también a las zonas rurales. Pese a los esfuerzos del Gobierno chino, la prostitución se ha convertido en una industria que aglutina a muchas personas. A la prostitución se le atribuye generalmente una íntima relación con el crimen organizado, la corrupción política y las infecciones de transmisión sexual. 
Las actividades relacionadas con la prostitución en la China continental se caracterizan por ser de varios tipos y precios. Los vendedores de sexo proceden de distintas clases sociales. La mayoría son mujeres, aunque en los últimos años ha habido un repunte de prostitución masculina. Los locales donde se ejerce la prostitución suelen ser hoteles, karaokes e incluso peluquerías. 
Si bien el gobierno ha sido consistentemente duro con los organizadores de la prostitución, su posición con respecto a las prostitutas ha sido, más bien, vacilante.  En algunas ocasiones, y por períodos, ha considerado su conducta como un delito, mientras que en otras situaciones y casos, como una falta. Desde la reaparición de la prostitución en la década de 1980, las autoridades gubernamentales han intentado encauzarla principalmente a través del sistema legal, regulándola diariamente a través de los tribunales y la policía, pero otras veces se ha insistido en el control a través de campañas policiales de gran alcance con el fin de fomentar la disciplina social. Pese a los intentos de ONG internacionales y a las opiniones de los expertos internacionales, no hay una corriente favorable a la legalización del sector del sexo, ni entre la población, ni dentro del gobierno.

## Prostitución en la era maoísta

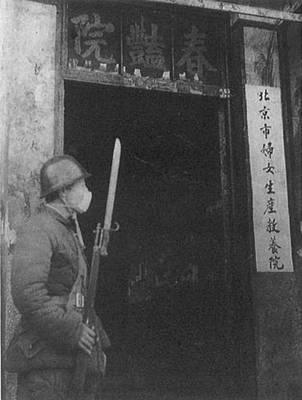
Un centro de reeducación en un antiguo prostíbulo de Pekín, 1949.

Tras la victoria del Partido Comunista Chino en 1949, las autoridades locales recibieron órdenes de erradicar la prostitución. Un mes después de la toma de Pekín, el 3 de febrero de 1949, el nuevo gobierno municipal, encabezado por Ye Jianying, anunció la creación de una política para controlar los burdeles de la ciudad. El 21 de noviembre se cerraron los 224 establecimientos y 1286 prostitutas, como asimismo 434 dueños de burdeles y proxenetas fueron arrestados en el transcurso de solo 12 horas por escuadrones especiales de la policía. La repercusión fue tal, que la campaña se ha conmemorado en numerosas ocasiones.
Sin embargo, debido al gran impacto social que esta medida trajo consigo y a la escasez de medios materiales y humanos para ponerla en práctica, en la mayoría de las ciudades las autoridades adoptaron un sistema más gradual, comenzando con el control de los burdeles para ir avanzando paulatinamente hacia su prohibición completa. Este método fue utilizado entre otras ciudades por Tianjin, Shanghái y Wuhan. Generalmente consistía en un sistema de administración municipal que a la vez de controlar la actividad de los burdeles, se encargaba de la desmoralización de los clientes habituales. El efecto de estas medidas supuso la disminución gradual de burdeles en la ciudad hasta llegar a una situación en la que fue posible clausurar los pocos burdeles que quedaban, al estilo de Pekín, complementando esta medida con un programa de reeducación y reinserción social. Estos programas de reeducación tuvieron un gran despliegue en Shanghái, ciudad donde el número de trabajadores del sexo había aumentado hasta cien mil tras la Segunda Guerra Sino-japonesa.   
A principios de la década de 1960, estas medidas habían logrado eliminar las formas visibles de prostitución en la China continental. Según el gobierno de la República Popular China, el control de la prostitución significó la casi erradicación de las ITS. Para destacar este hecho, en 1964 se cerraron los 29 institutos de investigación de enfermedades de transmisión sexual.
Según el marxismo, las mujeres que vendían sexo eran vistas como personas forzadas a ejercer la prostitución para sobrevivir. La erradicación de la prostitución era por tanto uno de los principales objetivos del gobierno comunista y supuso la primera prueba de la supremacía del maoísmo. La prostitución dejó de ser un problema social en China durante unas tres décadas. Estudios recientes han demostrado, que la desaparición de la prostitución bajo el régimen maoísta estuvo lejos de completarse. Pan Suiming, uno de los mayores expertos chinos en prostitución, argumenta que la prostitución invisible: en la forma de mujeres proporcionando servicios sexuales a los escuadrones para obtener determinados privilegios, se convirtió en uno de los distintivos de la China maoísta, especialmente a finales de la Revolución Cultural.

## Prostitución después de  1978
| Año     | Detenciones relacionadas con la prostitución |
| ------- | -------------------------------------------- |
| 1983    | 46 534                                       |
| 1989-90 | 243 183                                      |
| 1996-97 | aprox. 250 000                               |
| 1998    | 189 972                                      |
| 1999    | 216 660                                      |

El resurgimiento de la prostitución en la China continental coincidió con la introducción de la política de liberalización de la economía china de Deng Xiaoping en 1978. Según las estadísticas incompletas de todo el país, la tasa de prostitución en China ha ido creciendo año tras año a partir de 1982. Entre 1989 y 1990, 243 183 personas fueron detenidas por actividades relacionadas con la prostitución. Zhang Ping estima que este dato policial solo supone el 25-30 % del total de personas involucradas en este mundo. La prostitución es uno de los sectores que más hace crecer a la economía china, empleando a unos 10 millones de personas y con un nivel de consumo estimado en un billón de yuanes. Siguiendo a una campaña policial en 2000, el economista chino Yang Fan estimó que el PIB chino descendió un 1 % debido a la reducción de los gastos de las prostitutas que perdieron su trabajo.
El resurgimiento de la prostitución estuvo relacionado en un principio con las ciudades costeras, pero desde principios de la década de 1990 se fue ampliando a zonas del interior como las provincias de Guizhou, Yunnan y Tíbet. En los años 80, el perfil de prostituta era una joven de origen rural y con escasos estudios procedente de las provincias remotas de Sichuan y Hunan. En la pasada década, se ha llegado a la conclusión de que la mayoría de mujeres que se inician en la prostitución lo hacen por voluntad propia. El potencial de beneficios de la prostitución como una forma alternativa de trabajo implica mayor capacidad económica, acceso a círculos sociales altos y mantener una mejor calidad de vida. Los medios controlados por el gobierno han prestado mucha atención a los residentes urbanos implicados en la prostitución, especialmente a las mujeres con estudios universitarios. Parece que hay una creciente aceptación de la prostitución. En un estudio de 1997, el 46.8 % de los estudiantes de pregrado en Pekín admitió haber considerado la opción de acceder a servicios de prostitución. Las demandas, se han asociado a las políticas de un solo hijo.
La prostitución se suele atribuir a la corrupción de los gobiernos locales. Algunos funcionarios creen que ofreciendo prostitución en operaciones de negocios trae beneficios económicos, desarrollando el turismo y creando una buena fuente de ingresos por impuestos. En algunas ocasiones, la policía se ha visto implicada en la gestión de hoteles de categoría alta, donde tiene lugar prostitución, o aceptando sobornos y demandando favores sexuales para ignorar la existencia de actividades relacionadas con el sexo. La corrupción del gobierno también está implicada pero de forma más indirecta: cada vez se abusa más de dinero público para consumir servicios sexuales. Pan Suiming sostiene que China tiene un tipo específico de prostitución que consiste en la disputa entre aquellos que usan su dinero y autoridad para recibir sexo y aquellos que utilizan el sexo para obtener privilegios.
Aparte de los incidentes violentos asociados directamente a la prostitución, se ha producido un aumento de las agresiones físicas e incluso asesinatos para robar a las prostitutas. También se ha producido un repunte de los delitos, especialmente relacionados con fraudes y robos por hombres que reciben servicios sexuales y sobornos por parte de funcionarios públicos. Los delincuentes suelen utilizar la falta de interés de los participantes en operaciones de prostitución para llevar a cabo las actividades delictivas. La delincuencia organizada tiene mucha importancia en China, especialmente en lo relativo al tráfico de seres humanos dentro y fuera del país para ejercer la prostitución. Generalmente a las prostitutas se les fuerza a trasladarse después de ser violadas varias veces. En la China continental está aumentando el número de adictos a la heroína, cuya drogadicción les impulsa a cometer delitos para poder financiarse la droga.
Las enfermedades de transmisión sexual han aumentado conforme aumenta el fenómeno de la prostitución. Los expertos afirman que la prostitución es la vía principal para el contagio del VIH, tal y como ocurren en países como Tailandia e India. Algunas regiones del país han introducido una política para el uso del preservativo, inspirado en el éxito tailandés que logró reducir el número de infecciones por VIH. Otras intervenciones se han llevado a cabo en algunos lugares, como la educación sexual, los consejos profesionales y los test voluntarios de VIH.

## Tipos y locales
La policía china ordena las prácticas de prostitución en una jerarquía descendiente de 7 escalones aunque esta clasificación no cubre todas las prácticas que existen. Estos escalones representan la naturaleza heterogénea de la prostitución y las prostitutas. Al calificarse según el tipo de prostitutas, los servicios que se ofrecen pueden ser distintos. En algunos escalones, por ejemplo, no se diferencia entre el sexo anal y sexo oral. Paralelamente al origen de las prostitutas, el origen de los hombres que usan los servicios también es muy variado. 
Primer escalón∶ baoernai (包二奶)
Mujeres que actúan como segundas esposas de hombres adinerados y en posiciones influyentes, incluidos los gobernantes y empresarios de la China continental, así como hombres de negocios del extranjero. Esta práctica se define como prostitución debido a que en su mayor parte las mujeres necesitan a un hombre que les provea de sustento económico en forma de pensión regular. Estas mujeres cohabitan frecuentemente con sus "clientes" y en algunas ocasiones tienen ambición de convertirse en la esposa real.
Segundo escalón∶ baopo (包婆, ‘señorita de compañía’)
Mujeres que acompañan a hombres de clase alta por un tiempo determinado, por ejemplo, durante un viaje de negocios, recibiendo una compensación económica por ello.  
Los dos primeros escalones han sido objeto de un acalorado debate público debido a que están explícitamente relacionados con la corrupción gubernamental. Muchos comentaristas han sostenido que estas prácticas son una expresión concreta del derecho burgués. La asociación All-China Women's Federation, que es uno de los principales baluartes del movimiento feminista en China, así como grupos de mujeres de Hong Kong y Taiwán, aúnan sus esfuerzos para erradicar esta forma de concubinato, ya que las consideran prácticas que violan la seguridad económica y emocional del contrato marital.
Tercer escalón∶ santing (三厅, ‘tres salas’)

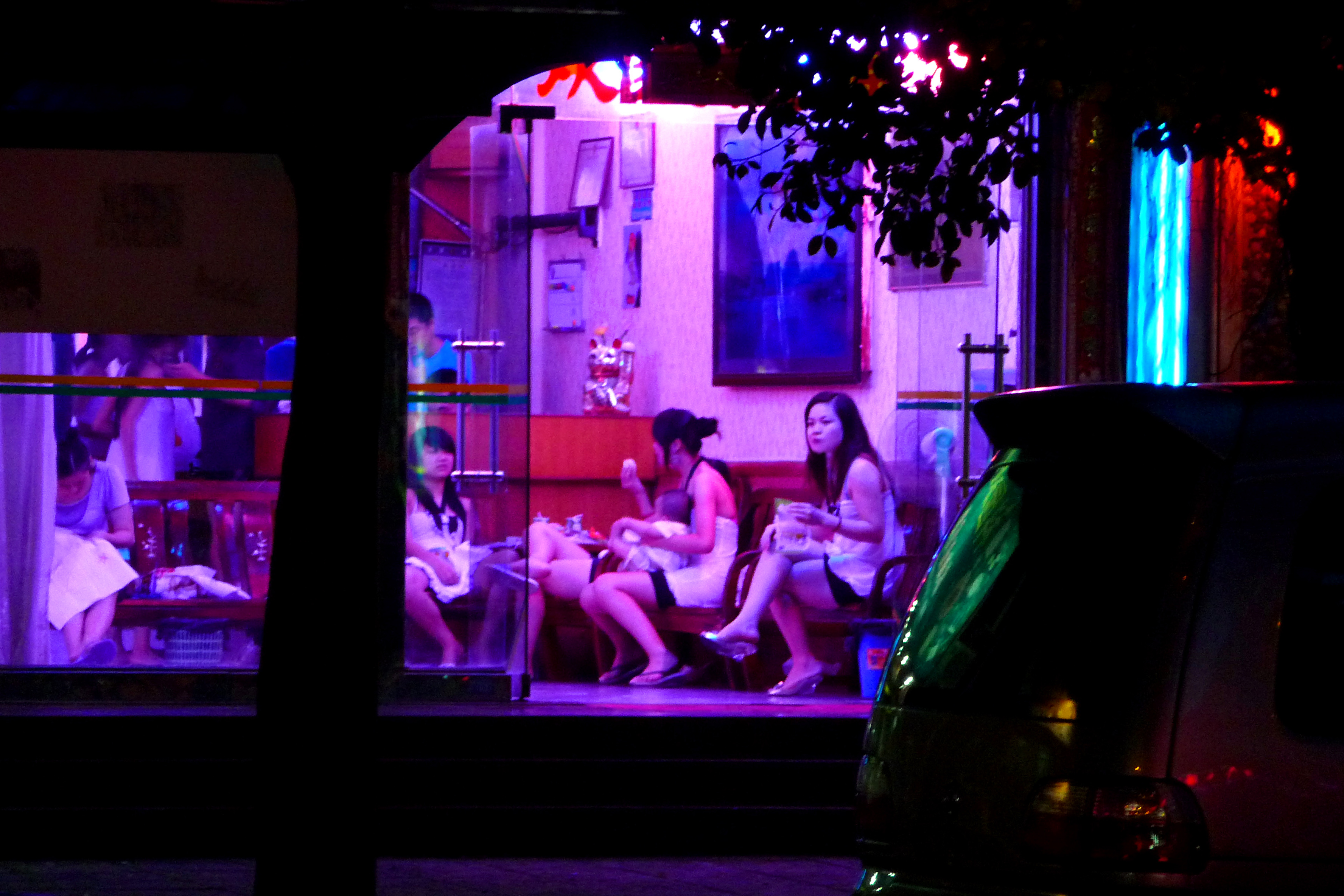
Prostitutas en una peluquería en Bao'an, Shenzhen

Mujeres que llevan a cabo actos sexuales con hombres en karaokes, discotecas, bares, teterías y restaurantes y otros establecimientos. Estas mujeres reciben recompensa económica en forma de propinas así como una comisión por los beneficios obtenidos por el consumo de comidas y bebidas por parte del cliente. De forma eufemística se llama a estas mujeres sanpei xiaojie (三陪小姐: ‘mujeres de los tres acompañamientos’). Estas mujeres suelen empezar permitiendo que se les toque el cuerpo para más tarde, si el cliente lo desea, practicar sexo.
Cuarto escalón∶ «chicas del timbre» (叮咚小姐, ‘señoritas dingdong’)
Mujeres que buscan compradores potenciales de sexo llamando a las habitaciones de un hotel. La práctica común es solo un contacto sexual, aunque también se ofrecen servicios de toda la noche por los que se paga habitualmente el doble o el triple del precio individual. 
Quinto escalón∶ falangmei (发廊妹, ‘asistentas de peluquería’)
Mujeres que trabajan en lugares que ofrecen servicios sexuales comerciales bajo el sobrenombre de masajes, gimnasio, sauna, barbería, peluquería y termas. Los servicios habituales son la masturbación y el sexo oral.
Sexto escalón∶ jienü (街女, ‘chicas callejeras’)
Mujeres que se ofrecen a los hombres en las calles.
Séptimo escalón∶ xiagongpeng (下工棚, ‘prostitutas de chabolas’)
Mujeres que venden sexo a trabajadores de barrios bajos o zonas rurales. 
Los dos últimos escalones se caracterizan por ser exclusivamente para conseguir dinero u otro tipo de recompensa material. No están relacionados explícitamente con la corrupción del gobierno, ni el nuevo sector de negocios chinos. Las mujeres clasificadas en los dos últimos escalones venden sexo a cambio de pequeñas sumas de dinero, alimentos o refugio.

## Respuestas legales
La República Popular China rechaza el argumento de que la prostitución al ser una transacción mediocre entre el consentimiento de los individuos y la prohibición legal constituye una violación de las libertades civiles. Como norma general, la respuesta legal de la República Popular China es la penalización de las actividades llevadas a cabo por terceras personas en el mundo de la prostitución. Esto se lleva a cabo a través de sanciones administrativas y en menor medida a través del código penal.  

### Legislación sobre prostitución
| Año  | Legislación |
| ---- | --- |
| 1987 | Regulaciones sobre los castigos de la administración de seguridad (中华人民共和国治安管理处罚条例).                                      |
| 1991 | Decisión que prohíbe estrictamente la venta y compra de sexo (严禁卖淫嫖娼的决定).                                                       |
| 1991 | Decisión sobre el castigo severo a aquellos que prostituyan y trafiquen con mujeres y niños. (严惩拐卖、绑架妇女、儿童的犯罪分子的决定). |
| 1992 | Ley sobre la protección de los derechos e intereses de las mujeres (妇女权益保障法).                                                     |
| 1997 | Reforma del Código Penal (中华人民共和国刑法).                                                                                           |
| 1999 | «Regulaciones sobre la gestión de centros de ocio» (娱乐场所管理条例).                                                                   |

Hasta la década de los 80, la prostitución no era tenida en cuenta por el Congreso de China. El primer código penal de la República Popular China y la Ley de Enjuiciamiento Criminal de 1979 no hacía referencia explícita a las actividades de las prostitutas y sus clientes. El control legal de la prostitución se hizo efectivo a través de la regulación provincial, basada en políticas concretas hasta la introducción de las regulaciones sobre los castigos por parte de la administración de seguridad en 1987. Las regulaciones consideran vender sexo como un delito (卖淫)  así como «tener relaciones ilícitas con una prostituta» (嫖宿暗娼).
La prostitución solo se convirtió en un objetivo especial con régimen estatutario a principios de los 90. Como respuesta a la solicitud del Ministerio de Seguridad Pública y a la asociación All-China Women's Federation, el congreso legisló ampliando los controles a la prostitución: La decisión sobre la prohibición estricta de la venta y compra de sexo de 1991 y la decisión sobre el establecimiento de castigos severos contra los que prostituyan o trafiquen con mujeres y niños, del mismo año. Añadiendo peso simbólico a estas regulaciones, en 1992 se creó la Ley sobre la protección de los derechos e intereses de las mujeres, que define a la prostitución como una práctica social que viola los derechos inherentes de las mujeres en el ejercicio de su personalidad.
La reforma del código penal chino en 1997 mantiene el delito de participar en acciones de prostitución como tercero. La pena capital puede ser el castigo en estos casos aunque se usa solamente en casos de actividades de prostitución organizada o que presenten actividades criminales adicionadas, como delitos continuados, violaciones y lesiones serias. Las actividades de las prostitutas y sus clientes siguen estando reguladas por el Derecho Administrativo, con la excepción de aquellos que venda o compre sexo con el conocimiento certero de que está infectado por una enfermedad de transmisión sexual y aquellos que practiquen sexo con menores de 14 años. Desde 2003, se persigue la prostitución homosexual masculina.
El código penal del 1997 codificó normas de la decisión de 1991, estableciendo un sistema de control sobre lugares abiertos al público, especialmente lugares de ocio. El último objetivo consiste en terminar con los beneficios que obtienen los empresarios, generalmente hombres, por encubrir la prostitución de terceros. La intervención gubernamental en los negocios de ocio tiene su concreta expresión en las regulaciones concernientes a la gestión de lugares públicos de entretenimiento de 1999. En ellas se consigna una gran variedad de prácticas comerciales susceptibles a encubrir la prostitución. Estas leyes se han reforzado a través de medidas de inciden directamente en la organización interna de los locales de ocio.

### Medidas disciplinarias del partido
Como resultado de las protestas para terminar con la corrupción gubernamental, a mediados de los años noventa se crearon leyes que prohibían que funcionarios del estado regentasen establecimientos de ocio, para evitar que se llevaran a cabo negocios ilegales. Las normas disciplinarias del Partido Comunista de 1997 prohíben a los funcionarios poseer una amante o recurrir a la prostitución so pena de perder su puesto en el partido. El cumplimiento de estas medidas se ha llevado a cabo a través de auditorías a los funcionarios del gobierno. Estas auditorías comenzaron en el año 1998. Siguiendo las instrucciones de esta normativa, los medios chinos han publicado numerosos casos de oficiales del gobierno siendo juzgados por abusar de su poder en temas relacionados con la prostitución.

## Políticas
Pese a la regulación legal, el Ministerio de Seguridad Pública suele tratar a las prostitutas como casi delincuentes. La policía china realiza controles regulares en los espacios públicos, ayudados muchas veces por asociaciones ciudadanas para perseguir la prostitución. Debido a que las prostitutas de escalones bajos trabajan en la calle son las más fáciles de detener. También es más común que se detenga las prostitutas en vez de a los clientes. La gran mayoría de los detenidos por motivos de prostitución suelen ser puestos en libertad tras el pago de una multa y una fianza.
En respuesta a estas patrullas, los vendedores y compradores de sexo han adoptado una gran variedad de tácticas para evitar las detenciones. La movilidad espacial que permiten los sistemas de comunicación modernos, tales como los móviles y los busca, así como los medios de transporte modernos como los taxis y los coches privados han reducido en gran medida la capacidad de la policía para detener a las personas relacionadas con el mundo de la prostitución. Las prostitutas han comenzado a utilizar Internet, especialmente programas de mensajería instantánea como el MSN Messenger para contactar con clientes. En 2004, PlayChina, un portal sobre prostitución fue cerrado por la policía.
Junto con las políticas de prevención, que son a largo plazo, se encuentran las campañas policiales periódicas. Estas redadas se complementan con anuncios en los medios sobre la legislación existente en materia de prostitución en todo el país. Además se suelen publicar estadísticas de los arrestos así como de informes de funcionarios explicando lo difícil que será erradicar la prostitución. El uso de estas campañas ha sido fuertemente criticado por estar inspirado en una ideología desacreditada típica de la década de 1950.
La primera meta de los controles sobre la prostitución de la República Popular China en los años 90 eran los locales de entretenimiento y las hospederías. Estos controles culminaron con las campañas de «golpe duro» de finales de los años 1999 y 2000. Mientras que estas campañas han fracasado en su intento por erradicar la prostitución, sí se han logrado mejoras en cuanto a las circunstancias laborales de las mujeres, especialmente con la abolición de los contratos laborales con fines sexuales y el derecho a no ser sexualmente acosadas en el lugar de trabajo.
La policía china ha demostrado, sin embargo, que es incapaz de erradicar el tipo de prostitución de los escalones más altos. La naturaleza del concubinato y segunda mujer hace que sea la sociedad la encargada de perseguirlo y no una labor policíaca. Debido a los cambios sociales, la policía china está profesionalmente obligada a no entrometerse en las relaciones de las personas de una forma coercitiva. Las fuerzas de seguridad varían en su forma de acercarse al sujeto dependiendo de la zona donde se encuentre. En algunas áreas, los «centros de masajes» de las calles principales se suelen dejar impunes aun sabiendo que en ellos se practica la prostitución.

## La cuestión de la legalización
Las actividades ilegales y los problemas asociados con la prostitución son un punto a favor de su reconocimiento legal. Un importante número de ONGs y organizaciones de Derechos Humanos han criticado al gobierno chino por no cumplir la Convención de las Naciones Unidas para la eliminación de cualquier forma de discriminación para las mujeres. En concreto, critican que el gobierno de la República Popular China no ha reconocido la prostitución voluntaria como una forma legítima de trabajo, penalizando a las prostitutas de los puestos bajos de la clasificación que vende sexo y exonerando a los hombres que compran sexo, a la vez que se ignora la complicidad gubernamental.
Las directrices centrales dictadas por el partido comunista no permiten el apoyo popular a la legalización de la prostitución. Los argumentos a favor de la legalización, sin embargo, sí existen. Al contrario, algunos comentaristas sugieren que el reconocimiento legal de la industria del sexo unido al desarrollo económico reduciría el número de mujeres en el mundo de la prostitución. Algunos comentaristas chinos han sido especialmente críticos con los controles establecidos por el gobierno, debido al enfoque marxista basado en el género y la naturaleza discriminatoria que se les da, así como por los abusos a los derechos humanos. Algunos comentaristas de China y el extranjero argumentan que la política de exclusión de la prostitución es problemática debido a que con ella no se fomenta el uso de métodos para evitar las enfermedades de transmisión sexual.
Mientras que los controles a la prostitución se han reducido en el nivel local, no hay ímpetu para legislar en el nivel estatal. Además, la legalización no cuenta con el respaldo popular. Debido a la naturaleza subdesarrollada de la economía china y el sistema legal existente, existe un argumento que dice que la legislación complicaría la difícil tarea de establecer la responsabilidad legar para las terceras personas relacionadas con la prostitución y el tráfico de mujeres. Sondeos realizados en China sugieren que las formas clandestinas de prostitución continuarán proliferando a pesar del establecimiento de negocios legales de prostitución, debido a las sanciones sociales contra los que trabajan o patrocinan un barrio rojo. Los problemas asociados con el empleo femenino también limitan la efectividad de la legalización. Esto incluye la falta de sindicatos independientes y el acceso limitado de los individuos a la sanidad pública.

## Prostitución en los medios
La variedad de prácticas de prostitución ha creado un gran número de vocabularios coloquiales. La prostitución es un tema popular entre los medios, especialmente en Internet. Las noticias sobre redadas policiales y sobre tragedias familiares relacionadas con la prostitución se publican de forma sensacionalista. Un buen ejemplo de ello fue la noticia de una orgía entre 400 japoneses y 500 prostitutas chinas en 2003 la cual, en parte por el odio a los japoneses, fue cubierta con especial difusión en los medios chinos. Otro caso muy famoso fue el de Alex Ho Wai-to, un candidato del Partido Demócrata de Hong Kong a la Asamblea Legislativa de Hong Kong, que tuvo que pasar 6 meses de trabajos sociales por hacer uso de los servicios de una prostituta.
La prostitución se ha configurado como un objeto de arte en la actualidad, especialmente en el cine chino. La película Blusa, de Li Shaohong de 1995 comienza en 1949 con el internamiento de las prostitutas de Shanghái en los centros de reeducación, contando la historia de un triángulo amoroso entre dos prostitutas y uno de sus clientes. Una de las prostitutas, Xiaoe intenta ahorcarse en el centro. Cuando se le pregunta por la razón, dice que había nacido en un burdel y que le gustaba ese estilo de vida, desafiando a la autoridad del gobierno de la República Popular China. En 1998 se estrenó la película Xiu Xiu, un retrato sobre la prostitución en la China rural durante la época maoísta. La película independiente Seafood, estrenada en 2001 fue más franca en la descripción de la prostitución en la época de la complicada relación entre la prostitución y la legislación. En la película una prostituta de Pekín se desplaza a una zona costera para suicidarse. Su intento es frenado por un oficial de policía que le inflige abusos sexuales. Ambas películas, que tuvieron mucho éxito en el extranjero, apenas tuvieron repercusión en la China continental, debido a las restricciones gubernamentales. La representación de la prostitución en la ficción es muy común. El escritor con mayor reconocimiento es Jiu Dan, cuyo retrato de las prostitutas chinas en Singapur en su novela Wuya ha sido objeto de una gran controversia.
En los medios occidentales se han publicado reportajes sobre la prostitución desde finales de los 80, indicando habitualmente que la población china ha abandonado el ideal puritano de Mao decantándose por la liberación sexual y la libertad individual. Los comentaristas actuales tienden a expresar reservas sobre la prostitución, criticando al PCCh por no garantizar la igualdad económica y social de los hombres y mujeres, tachándolos de hipócritas por seguir condenando la prostitución sobre la base de la moral y perseguir a las prostitutas.